# Haspyd
«HASPYD» (від укр. га́спид — дідько, змій) — український фолк/паган-метал колектив, що засновано у місті Харків у 2009 році. Поряд із чистим вокалом використовується ґроулінг і скримінг. Гітарні рифи доповнюють народні інструменти як то сопілка, скрипка, бандура, дримба, ріжок, саз тощо. Окремі композиції містять елементи дез-металу. Стильова приналежність є досить відносною. Найбільш характерні твори за жанром можна порівняти з піснями гуртів Ensiferum і Amorphis а також частково Grimner та Wartha.

## Часопис
Передумови появи гурту склались у 2008 році, коли гітарист Сергій Степаненко та вокаліст Олексій Шапарь познайомились за оголошенням та почали пошук музикантів. Місце другого гітариста зайняв Сергій Куприков, а бас-гітариста ─ Денис Калінін. Колектив одразу ж розпочав репетиційну діяльність на базі гітариста «КПП» Станіслава «Цепелін» Литвина. Один з гуртів, що також там проводив репетиції, знайомить нову формацію з барабанщиком Євгеном Головченком. Музиканти розучують кавер-версії на відомі гурти, а також беруться за написання власного матеріалу, але не знаходять порозуміння щодо тематики та мови текстів. Зокрема й із цієї причини, гурт залишає вокаліст, на зміну якому приходить Олександр Мензеров. Він пише нові тексти українською, чого і прагнула решта гурту, а також приносить авторські пісні.
Таким складом восени 2009 року на студії «Gold» хлопці записують дебютний демо-сингл «Затоплена Січ». Трохи пізніше узгоджується назва колективу, закладається ідеологія, розробляється символіка. Так назва «HASPYD» у цьому випадку інтерпретується як символ сил природи — вони нищівні та безжальні, водночас вони породжують життя. «Гаспид» — те ж що змій, біс, також використовується як лайка, при тому співзвучне з «господь» — пан, володар, власник, бог, творець. У різних культурах «аспід» може символізувати зло та руйнування, а може — творення та достаток. Усе це — одне ціле, це і є природа, частиною якої є і людина. Фольклорний змій-дракон приймає найрізноманітніші ролі. Наприклад у античній міфології гідра — пращур скіфських племен, а отже й українців. Логотип гурту — назва «HASPYD» записана у формі тризуба і, водночас, двоголового змія-дракона.
У травні 2010-го «HASPYD» дає свій перший концерт у рамках фестивалю «Bal Metal Party vol.2» (місто Балаклія, клуб «Стелла»). Розпочинається концертна діяльність (здебільшого у клубах Харкова та на фестивалях Харківщини), а восени хлопці їдуть до столиці на фестиваль язичницької музики «Солнцеворот», де привітні кияни заводять хоровод під одну з пісень гурту.
Попри значні успіхи, через розбіжні творчі погляди гурт залишає Денис Калінін, який у той час грає в різних колективах у пошуках власного стилю. «HASPYD» змушені вести свою концертну діяльність неповним складом, водночас проводячи кастинги на місце нового басиста. Нарешті, наприкінці 2011 року це місце займає Андрій Савченко. Навесні 2012 року репетиції призупиняються, проєкт заморожується через брак часу в музикантів.
У вересні 2012 року хлопці збираються знов. Місце барабанщика займає Олександр Гагарін («Линия Фронта», «She Comes In Colors», «TV Dangers»), давній приятель гурту.
Третього листопада 2013 року виходить ЕР «Рідна Земля», який складається з чотирьох пісень та бонус-трека «Затоплена Січ», записаного ще в 2009 році. Для запису скрипки запрошується Катерина Хоменко, а партії жіночого бек-вокалу виконує Юлія Ширяєва.
Великим досягненням для гурту стає виступ на фестивалі «Купальське Коло — 2014» у місті Кам'янець-Подільський, де «HASPYD» ділить сцену з найкращими представниками українського, білоруського та польського фольку — гуртами «Gods Tower», «Тінь Сонця», «Веремій», «Znich», «Percival Schuttenbach», «Paganland», «Natural Spirit» та ін..
Восени 2014 року на лейблі «Sound Age Productions» виходить повноформатний альбом «Буревій». До нього входять чотири пісні з ЕР «Рідна Земля», три нові пісні, перезаписана на ново «Затоплена Січ», а також кавер на зірок шведського Вікінг/Дез-метал «Amon Amarth». До альбому пише рецензію журнал «Terroraiser».
Шостого грудня цього ж року гурт «HASPYD» дає великий ювілейний концерт. Приводом стає і п'ятиріччя діяльності гурту, і презентація альбому. Свої пісні та кавери гурт виконує разом із запрошеними гостями — скрипалькою Катериною Хоменко, бандуристкою Аллою Калашник, гітаристом гурту «КПП» Станіславом «Цепелін» Литвином, Русланом Криницею («Чиста Криниця»), Владом Роммелем («Symuran», «The Hum»), Максом Чудіним («Припять», «CoverFly», «TV Dangers»), Антоном «Fix» («She Comes In Colors»).
Гурт згадують у книзі «Между Молотом и Наковальней. Гид по Хард-року и Метал-музыке Украины». У грудні Сергій Степаненко дає інтерв'ю аргентинському фензіну «Sentid Mortales».
Улітку 2015 року гурт перетинає майже всю Україну, беручи участь у фестивалях на Черкащині, Івано-Франківщині та в Києві. Восени «HASPYD» дає два великих концерти разом з гуртами «Тінь Сонця» та «Natural Spirit» у Харкові. «HASPYD» потрапляє у чарти інтернет-радіо «РокРадіо UA» і займає там верхні рядки.
У січні 2016 року гурт випускає сингл «Цареград». Пісня розповідає про морський похід на Стамбул, у який рушають козаки аби рятувати з ганебного рабства братів і сестер. Сингл написано під враженнями від поеми «Гамалія» Тараса Григоровича Шевченка і має суто фольклорний характер. Музика пронизана народною мелодикою. Партії бандури на правах запрошеної музики виконує Алла Калашник. Після безлічі прохань від шанувальників гурт вирішує видати обмеженим тиражем сингл також на фізичному носії.
Протягом року гурт дає концерти на різних фестивалях країни, де, зокрема, ділить сцену з такими колективами як «Кому Вниз», «Тінь Сонця», «Помста» та інші.
24 березня 2017 року гурт започатковує власний мініфестиваль «Folk Speka». Окрім «HASPYD» у ньому беруть участь гурти «ARGENTUM» (Харків) та «VANDRAREN» (Одеса). У складі «VANDRAREN» як гітарист бере участь Сергій Степаненко. Назва фестивалю «Folk Speka» була взята, швидше за все, через проведення заходу у клубі «Жара», найбільшому танцполі Харкова.
9 вересня «HASPYD» виступає на головній сцені доброчинного фестивалю «Повстанець» мета якого - збір коштів для воїнів «АТО». Гурт ділить сцену з такими формаціями як «Сокира Перуна», «Conquest», «Кому Вниз», «Тінь Сонця», «Вій», «БОРЩ», «Новимний Кудень», «VANDRAREN». Під час виступу «HASPYD» уперше грає із бандуристкою Ярославою Дзеревяго.
15 вересня 2017 року проходить другий фестиваль «Folk Speka». Цього разу разом з «HASPYD» грають київські колективи «Kraamola» та «Кромлех».
12 листопада 2017 року на концерті гурту «Тінь Сонця» у харківському клубі «Жара» вокаліст гурту «HASPYD» Олександр Мензеров виконує дуетом з Сергієм Василюком пісню «Козаки».
20 травня 2018 року хлопці беруть участь у фестивалі, присвяченому захисту тварин у харківському клубі «LF Club». Це цілком вписується в ідеологію гурту, оскільки чимало пісень присвячено, зокрема, природі та тому, що її треба берегти, а не руйнувати.
23 червня 2018 року в етері «Українське радіо - Культура» в рамках передачі «Овердрайв з Михайлом Дзюбою» відбувся випуск, присвячений скандинавській міфології. Передачу відкрила пісня «HASPYD - У погоні варягів (Amon Amarth cover)».
23 вересня гурт грає у м. Маріуполі на фестивалі «AZOV MEMORIAL», який присвячено пам'яті загиблим воїнам полку «Азов». Окрім «HASPYD» виступають «Сокира Перуна» та «Burshtyn» (ex-«Dub Buk»).
22 червня 2019 року «HASPYD» зіграв на фестивалі «Купальскае Кола» в Мінську, Білорусь. 
7 грудня відбувся великий ювілейний концерт на честь 10-річчя гурту у харківському клубі «LF Club» разом із гуртом «Омут» з Мінська (Республіка Білорусь).
12 вересня 2020 року було презентовано сингл «Тонка Протока», записаний спільно з Євгеном Кучером з гурту «Чур». Пісня увійшла до нового повноформатного альбому гурту. Назву альбому «Перехрестя Двох Вітрів» також взято зі слів пісні «Тонка Протока».
25 вересня на італійському лейблі «Eternal Winter Records» вийшов другий повноформатний альбом «Перехрестя двох вітрів», до якого увійшло 8 нових пісень та каверверсія пісні гурту «Hypocrisy» «Global Domination» українською мовою. Разом із Haspyd на бандурі зіграла Ярослава Дзеревяго, заспівали Євген Кучеров з гурту «Чур» (пісня «Тонка протока»), Олексій Бондаренко (кавер «Усесвітнє панування») з гурту «Гетьман» та Nikolas Quemtri з NRQ's Studio (пісня «Київська Русь») який займався записом та зведенням альбому. Вступ до пісні «Чорна долина» записали Дядь Кость та Онук Даня. Головними темами текстів стали патріотизм, визвольна боротьба українського народу, любов до природи рідного краю, магічні вірування давніх слов’ян. Пісню «Дяка» було присвячено всім загиблим воїнам захисникам України, зокрема героям Бою під Крутами. Ще більше, аніж у минулому альбомі, простежується вплив melodic-death колективів на творчість гурту. Проте нікуди не ділась і фолькова складова: окрім гітар, барабанів, басів, чистих та екстремальних вокалів, у композиціях можна почути сопілку, бандуру, ріжок, дримбу, ріг і навіть саз.
14 жовтня «HASPYD» долучились до проєкту «Так працює пам'ять» що увічнює пам'ять про трагічно загиблого у віці 15 років в мирній демонстрації 2015 року Даню Дідіка. «Так працює пам'ять» - збірка пісень різних виконавців, яка поповнюється поступово, аби нагадувати про зарано полеглих героїв. Гурт «HASPYD» узяв участь у проєкті з фолькбаладою «Отава-Трава».
29 січня 2021 року HASPYD випустили промовідео до пісні «Дяка», в якому використали відеоряд ювілейного виступу гурту 7 грудня 2019 року та уривки з документального фільму "Крути - Пишемо істроію" каналу UATV, аби вшанувати пам'ять героїв Крут.

## Склад
- Олександр Мензеров — вокал, сопілка, дримба, ріжок
- Сергій Степаненко — гітара
- Сергій Куприков — гітара
- Андрій Савченко — бас-гітара
- Олександр Гагарін — барабани

### Колишні учасники
- Денис Калінін — бас-гітара (до 2011 р.)
- Євген Головченко — барабани (до 2012 р.)

### Сесійні музиканти
- Катерина Хоменко — скрипка (ЕР «Рідна Земля», 2013 р., LP «Буревій», 2014 р.)
- Юлія Ширяєва — бек-вокал (ЕР «Рідна Земля», 2013 р., LP «Буревій», 2014 р.)
- Алла Калашник — бандура (Сингл «Цареград», 2016 р.)
- Ярослава Дзеревяго — бандура (Сингл «Тонка Протока», 2020 р., LP «Перехрестя двох вітрів», 2020 р.)
- Євген Кучеров (Чур) — вокал (пісня «Тонка Протока» з альбому «Перехрестя двох вітрів», 2020 р.)
- Олексій Бондаренко (Гетьман) — вокал (пісня «Усесвітнє Панування (Hypocrisy cover)» з альбому «Перехрестя двох вітрів», 2020 р.)
- Nikolas Quemtri (NRQ's Studio) — вокал (пісня «Київська Русь» з альбому «Перехрестя двох вітрів», 2020 р.)

## Дискографія
2009. Демосингл «Затоплена Січ» (запис «Gold», електронне розповсюдження)
1. Затоплена Січ

2013. EP «Рідна Земля» (запис «NC Records», самвидав)
1. Ніч Гаспида
2. Коли я оживу...
3. Рідна земля
4. Що лишив ти за собою?
5. Затоплена Січ

2014. LP «Буревій» (запис «NC Records», графіка Сергій Кочмар, лейбл «Sound Age Productions»)
1. Буревій
2. Ніч гаспида
3. Рідна земля
4. Куди я іду
5. На палю!
6. Коли я оживу
7. Затоплена Січ
8. Що лишив ти за собою...
9. У погоні варягів (Amon Amarth cover)

2016. Сингл «Цареград» (запис «NC Records», зведення Nikolas Quemtri (NRQ's Studio), графіка Сергій Кочмар, самвидав)
1. Цареград

2020. Сингл «Тонка Протока (feat. Чур)» (запис барабанів «VIP's Studio», запис та зведення «NRQ's Studio», електронне розповсюдження)
1. Тонка Протока (feat. Чур)

2020. LP «Перехрестя двох вітрів» (запис барабанів «VIP's Studio», запис та зведення «NRQ's Studio», графіка Сергій Кочмар, лейбл «Eternal Winter Records»)
1. Київська Русь
2. Танок
3. Тонка Протока (feat. Чур)
4. Отава-Трава
5. Дяка
6. Ім'янаречення
7. Чорна Долина
8. Брехня
9. Усесвітнє Панування (Hypocrisy Cover feat. Гетьман)